# S-1 (szybowiec)
S-1 – polski szybowiec amatorski, skonstruowany w dwudziestoleciu międzywojennym. Wziął udział w II Wszechpolskim Konkursie Szybowcowym.

## Historia
W warsztatach 3 pułku lotniczego inżynier Józef Wallis, konstruktor z Wielkopolskiej Wytwórni Samolotów „Samolot”, zbudował szybowiec przeznaczony do udziału w II Wszechpolskim Konkursie Szybowcowym. Szybowiec został przetransportowany na Oksywie koło Gdyni, gdzie z numerem 18 wziął udział w Konkursie. 
W trakcie zawodów loty na szybowcu wykonywał Władysław Szulczewski. W trakcie konkursów osiągnął najwyższą wysokość ponad start (23 metry) oraz wykonał 18 lotów o łącznym czasie 6 minut i 45 sekund. Podczas ostatniego uległ rozbiciu. Konstruktor został wyróżniony nagrodą w postaci silnika lotniczego.

## Konstrukcja
Jednomiejscowy szybowiec w układzie zastrzałowego górnopłata.
Kadłub wykonany z płaskiej kraty usztywnionej wewnętrznymi naciągami z drutu, dodatkowo usztywniony drutami mocowanymi do skrzydeł. W przedniej części kadłuba znajdowało się miejsce pilota wyposażone w siodełko oraz drążek sterowy i orczyk. 
Podwozie płozowe. Dolna część kraty kadłuba pełniła funkcję płozy głównej, z tyłu kadłuba znajdowała się amortyzowana płoza ogonowa. 
Płat o obrysie prostokątnym, dwudźwigarowy, kryty płótnem, podparty zastrzałem w kształcie V. Na końcach skrzydeł kabłąki chroniące przed uszkodzeniem płata przy lądowaniu. 
Usterzenie klasyczne, krzyżowe, kryte płótnem. Statecznik pionowy wykonany jako integralna część kadłuba, statecznik poziomy dwudzielny. Stateczniki usztywnione naciągami z drutu.